# Münsterland Giro
Sparkassen Münsterland Giro är ett endags cykellopp som avhålls årligen i Münsterland, Nordrhein-Westfalen i Tyskland. Det ingick i UCI Europe Tour sedan starten 2006, i början kategoriserat som 1.2, från 2011 som 1.1 och sedan från 2015 som 1.HC. När UCI ProSeries startade 2020 överfördes loppet dit. Tävlingen startar i olika orter varje år, men målet ligger i Münster. Loppet körs den tredje oktober, Tag der Deutschen Einheit ("Tysklands enhetdag" - dagen för Tysklands återförening 1990 och sedan dess Tysklands nationaldag).
Parallellt med loppet arrangeras även lopp för Jedermänner ("allemän") och personer med funktionshinder.

## Segrare
2023  Per Strand Hagenes
2022  Olav Kooij
2021  Mark Cavendish
2020 inställt (COVID-19)
2019  Álvaro Hodeg
2018  Max Walscheid
2017  Sam Bennett
2016  John Degenkolb
2015  Tom Boonen
2014  André Greipel
2013  Jos van Emden
2012  Marcel Kittel
2011  Marcel Kittel
2010  Joost van Leijen
2009  Aleksejs Saramotins
2008  André Greipel
2007  Jos van Emden
2006  Paul Martens